# 全日本柔道連盟による助成金の不正受給・不正流用問題
全日本柔道連盟による助成金の不正受給・不正流用問題（ぜんにほんじゅうどうれんめいによるじょせいきんのふせいじゅきゅう・ふせいりゅうしゅつもんだい）では、2013年に発覚した、全日本柔道連盟（以下、全柔連）による助成金の不正取扱の問題である。同年1月に女子強化選手から慢性的な暴力に対する告発がなされており、これと合わせて日本の柔道界全体がその体質を問われる事態となった。

## 問題の発覚
2013年3月13日、独立行政法人日本スポーツ振興センター（以下、JSC）から全柔連の指導者に一人あたり120万円支給されていた助成金のうち、40万円が強化委員会の指定した口座に徴収されて、強化留保金として使用目的外である飲食費などの懇親会費に使われていた疑惑も発覚した。
2012年秋までの4年間で集められた内部留保金は約2800万円に上るが、海外遠征時の代表チームの打ち上げや強化委員会内部の懇親会などに使われていて、帳簿などの会計処理はなされていなかった。
口座には約2000万円が残高として残されていたが、2010年の世界選手権で活躍した選手が多かったために、助成対象者が47人に増えて金額も一挙に増大した。
口座を管理していたのは吉村和郎（前強化委員長）であったが、私的流用は一切なかったと弁明した。
2012年11月に強化体制が変わり、斉藤仁が新委員長になった時にはすでに留保金が充分過ぎるほどあったため徴収を取り止めて、その後は会計士に帳簿をつけてもらうようになった。
もともとは、1989年頃から「強化留保金」という名目で、コーチが所属企業から受け取った餞別を集めて飲食費などに充てていたものだという。
助成金の支給を受けた指導者は年に1回、詳細を記した収支報告書を提出しなければならないことになっている。
助成金の使用目的であるスポーツ活動以外の飲食費など懇親会費に使われていたのは目的外使用となり、助成金の不正使用が確認された場合は、助成金の返還請求及び、最大5年間の交付停止などの処分が下されることになる。
上村春樹（全柔連会長）は「帳簿もつけておらず、不適切なやり方だった。私自身は知らなかった」と釈明したが、吉村によれば、上村もこのことを知っていたという。
JSCは全柔連に対して調査と報告を指示した。
全柔連側も所属の監事や弁護士を中心とした調査委員会を設置して調査に乗り出すことになった。
また、全柔連側は強化委員に対する助成金の徴収は任意としてきたものの、未納の強化委員に対しては全柔連事務局から吉村の名前を出した上で催促のメールを送っていたことが明らかになった。
21日、選手指導の実態がない複数の理事が助成金を不正に受給していた疑いが新たに浮上した。
その内の1人である田中裕之は全柔連上層部の命令に従って、事務局から活動報告書の虚偽記載の方法まで指導された上で助成金を受けとっていた組織ぐるみの行為であったことを明らかにした。
それが不正行為であると分かっていながら内部告発をする勇気がなくこの問題を見過ごしてきたが、受け取った助成金は全柔連に徴収された分を除いて一銭も使っていないと述べるとともに、責任を取って理事を辞職することになった。
助成金受給候補の指導者は各競技団体がリストを作成して、それをJOC強化本部が審査した上でJSCに推薦するようになっていたが、1月までJOC強化本部長だった上村が助成リストを最終承認していたものの、個人名まで具体的にチェックしていなかったことを明かした。
JSC理事の藤原誠は迅速な徹底調査を全柔連に求めるとともに、不正受給が判明した場合は、約1億5千万円に上る助成金を今後停止する可能性があることを示唆した。
全柔連は疑惑解明に向けて、この問題で第三者委員会を設置して事実関係を解明すると声明した
。
内閣府の公益認定等委員会もこの問題の調査に乗り出すとともに、全柔連とJSCに事実確認を求めた。

## 第三者委員会による実態調査
3月26日全柔連の外部から招かれた弁護士の山内貴博、木谷嘉靖、望月浩一郎と公認会計士の二村隆章、稲葉喜子の計5名からなる第三者委員会が設置された。
委員長は山内が務めることになり、〈1〉助成金の受領は適正だったか〈2〉指導者の活動実態〈3〉強化委員会がプールした仕組みの3点を主軸に調査にあたることになった。
上村はこの問題に関して、執行部の関わりを否定すると、専務理事の小野沢弘史も「正当な助成金だと思っている。組織ぐるみといわれるのは不当だ」と反論した。
この問題を受けてJSCは、全34競技団体の受給者への助成金支給も受給が適正に行われているか確認が取れるまで当面留保することに決めた。
また、全柔連が関わった全ての助成事業への調査を検討していることも示唆した。
JSC理事の藤原誠は、JSCや第三者委員会の調査結果が出るまで、全柔連の全ての指導者への今年度の助成金を一時凍結する意向を明らかにした。
なお、選手に対する助成金支給は継続される。
調査の結果、不正が認められた場合は助成金の返還や全柔連への罰則が与えられることになる。
さらに、文部科学大臣の下村博文は助成金支給に関する他の競技団体の実態調査もするように指示した。
29日にはJSCが全柔連に対して、実態が解明されるまで今年度の個人助成金に続いて団体助成金の支給も停止することに決めた。
これにより、国際大会への選手派遣やグランドスラム・東京などの競技開催補助、全国少年競技者育成事業といった選手強化や柔道普及の面で影響を受ける可能性が出てきた。
さらに一連の不祥事もあって、企業関係者が全柔連との契約に逡巡して大会運営費用などを供出するスポンサー契約が未だに成立せず、今後の事業計画にも影響を及ぼす可能性が出てきた。
4月12日にJSCは全柔連に対して第三者委員会による実態解明がなされるまで今年度の助成金約1億1000万円の交付を保留することに決めたが、不正の責任を取って理事を辞した田中が日本中学校体育連盟の柔道担当部長として、全柔連が進める「改革・改善実行プロジェクト」における「暴力根絶宣言」に向けた指導指針の策定メンバーに加わっていたことが明らかになった。
田中は、指導実態がなかったにもかかわらず不正に助成金を受給していたとして先月に引責辞任したものの、第三者委員会から助成金制度に関する詳細な説明を受けると、国内の大会で選手に助言を送っていた行為が指導に含まれると認識するに至り、前言を翻すことになったという。
田中は暴力根絶プロジェクトの座長である山下泰裕の強い要望によってメンバーに選ばれた。
しかし、15日になって急遽メンバーから外れた。
16日には国立スポーツ科学センター（JISS）による情報戦略面での支援を行うマルチサポート事業が、不正受給疑惑を解明する第三者委員会の結論が出るまで凍結されることになり、普段の国際大会では帯同している映像分析のサポートを行うビデオ班がアジア選手権には赴かないことになった。
この措置に対して文部科学省の競技スポーツ課は「団体ではなく、選手へ影響が出るのは本意ではない。今後、その方針が変わる可能性はある」と語った。

## 中間報告書の公表
26日には助成金の不正受給及び流用疑惑を調査していた第三者委員会が中間報告を行い、JSCから指導者に支給されていた助成金の一部を強化留保金として飲食費などに使用していた件に関して、全柔連事務局から受給者に拠出金の請求メールや支払いが遅れた場合には督促のメールがなされていたこと、事務局の金庫に留保金の預金通帳が保管されていたことなどから全柔連による組織的関与があったと認定した。
留保金は「社会通念に照らして不適切」、全柔連は組織として「公金である助成金に対する順法精神を欠いていた」とも指摘した。
留保金は強化委員長時代の上村とその後を継いだ吉村に管理権限があり、残高は約2350万円にも上ったが、帳簿類や領収書の管理が杜撰であったために実態を把握するのは容易ではないという。
加えて、このような実態を放置していたJSCとIOCによる制度運営の不備も指摘した。
JSC理事の藤原誠は中間報告を受けて、「組織的な関与と受け止めている」と語り、全柔連に対する助成金を複数年停止する可能性を示唆するとともに、強化留保金の返還を求める考えがあることもあきらかにした。
内閣府の公益認定等委員会も実態調査に乗り出す可能性があるという。
これを受けて上村は、具体的な時期こそは明らかにしなかったものの、近いうちに会長を辞任する考えがあることを示唆した。
兼務している講道館館長の座は続投することになるという。
5月23日には国からの補助を受けてJOCが柔道の選任コーチに支給していた謝金が、飲食費などに充てるための「強化留保金」として全柔連の強化委員会に徴収されていたことが新たに明るみに出た。
常時8名いるコーチのうちの1名が2009年4月から2012年8月まで毎月支給されていた30万円の謝金のうち10万円を強化委員会が管理する口座に入金していた。
全柔連側は2013年2月になって、その指導者が入金した410万円のうちの350万円を徴収対象ではなかったコーチから間違って集めた入金として返金したが、残り60万円は強化留保金の協力資金として残すことになった。
JOCによれば、謝金の使い道は定めておらず、今回の徴収も競技団体への寄付ではなかったので、現状では調査や処分の対象にはならないと説明した。
24日にはJSCが職員の税理士を伴って全柔連事務局を訪問して、全柔連に交付された2012年度の団体助成金1億5千万円について、帳簿や領収書と照らし合わせて実態を調査した。
通常、JSCによる団体助成は各競技連盟が領収書を添付して提出する報告書等の書類審査のみで精算は完了するものの、全柔連の場合は不正徴収や不正受給疑惑が発覚したために、事務局への立ち入り調査が行われることになったという。
31日にJSCは、24日に全柔連に立ち入り調査した結果、2012年度は助成対象となる事業の実績報告書と財務諸表との整合性の確認が取れるなど適切な処理がなされていたとの判断から、団体助成金約1億4000万円を支給することに決めた。
6月7日に上村は、助成金問題の最終報告書が進退を決断する時期としていた11日の理事会に間に合わないことを受けて、全柔連会長の座を継続する意向である考えを示した。
全柔連幹部によれば、上村は組織改革に意欲を持っていた。
この日に内閣府の公益認定等委員会は、女子強化選手への暴力問題や助成金問題など一連の不祥事に関して全柔連が提出していた報告書が、「事実関係を真摯に報告する内容となっておらず、極めて遺憾」な内容であるとして、25日までの再提出を5日付けで求めていたことを明らかにした。
スポーツ関連の公益財団法人に報告書の再提出を求めるのは初めてのことだという。
同委員会の文書によれば、全柔連の報告書では女子強化選手への暴力問題について実際に暴力を受けたのは「0～2名」と記されていることを「曖昧な事実認識」としたうえで、助成金問題においても第三者委員会の報告に「内容に違和感がある」と記されていた点に、組織のガバナンス能力に疑いを抱かせるものだと批判した。
さらに、今後の全柔連の対応次第では公益財団法人の取り消しの可能性も有り得るという。
加えて、文部科学省も上村にこの問題に関して真摯で適切な対応を施すように口頭で注意を呼びかけた。
これに対して、全柔連理事であり広報委員長でもある宇野博昌は、問題を指摘された報告書は全柔連の事務局員が作成した素案を、会長の上村と専務理事の小野沢が承認しただけで理事会に諮らず提出したものであり、理事の大半は報告書の内容自体を知らなかったと語った。
このため、この件を協議する臨時理事会を24日に開催することを決めた。
また、一部のマスメディアは助成金問題に関して、全柔連は2000年にもJOCやJSCから受け取っていた助成金の不正受給を行って、会計検査院から取調べを受けていたことに言及した。
それによれば、強化合宿の滞在費や旅費を選手に支払ったことにしたり、同じ領収書のコピーを使いまわして二重請求を行うなどの手口で、実際に使用した金額よりも上乗せしてJOCなどに報告して、上乗せした分を留保金として溜め込んでいたという。
しかしこの時は、全柔連を含めたJOC加盟11団体もの不正受給が発覚したために、全柔連の問題というより助成金分配の仕組みに問題があるとして処理されることになった。
だが実際には、各団体の不正受給金額のうち約3分の1に当たる3200万円もが全柔連によるものであった。
この後、全柔連は不正受給した助成金全額をJOCに返還した後、職員が東京地検の取調べを受けることにもなったという。
この件に関して宇野は、「昔のことなので詳細は不明であり、東京地検の捜査が入ったという記憶はない。また、会長の上村は当時全柔連の強化副委員長であったが、この事案の詳細は承知していない」とコメントした。
一方でとある全柔連関係者は、このような経緯を過去に有しながら、時を経て同じようなやり口で不正受給を繰り返したことこそが、今回問題になっている事態の本質だと指摘した。
18日、公益認定等委員会所管の稲田朋美（行政改革担当大臣）は、報告書が再提出を求められた件に関して、「おざなりだ。真摯(しんし)な回答ではない。組織として自浄作用が働くべきだ」との見解を示した。

## 最終報告書の公表
21日、第三者委員会が最終報告書を公表して、全柔連の組織的関与を改めて指摘するとともに、上村をはじめとした首脳陣の責任に言及した。
報告書によれば、2007年からの6年間でJSCから助成金を受給した指導者63名のうち、一部期間で受給が不適切だった15名及び全期間において不適切だった12名の計27名が3620万円の不正受給に関わっていたことを明らかにした。
これに目的外使用の留保金3345万円も含めると計6055万円にも上ることになった。
また、当時強化委員長だった吉村が、助成金の受給者となる強化選手とその選手を担当することになる指導者を一方的に決めており、選手も指導者も事前には何も知らされておらず、それに異論を述べることも出来なかったと指摘して、この問題で「最も重い責任を負う」人物と認定した。
加えて、強化委員長時代からこのシステムに関与しながら是正する姿勢を示さなかった上村と、全柔連事務局長の村上清の責任も言及されることになった。
また、4月に公表された中間報告書を受けて、全柔連が計3度にわたって要望書という名の反論文書を提出してきたことも明らかになった。
それらは、専務理事の小野沢弘史名義で事務局員が事務局長宛てに提出した5月14日付けの上申書＜1＞、事務局長の村上清名義による5月28日付けの要望書＜2＞、会長の上村春樹名義による＜1＞と＜2＞をまとめた6月4日付けの＜3＞となる。
＜1＞では「強化留保金は強化スタッフだけで管理している互助会的な私的資金であり、全柔連とは関係のない資金」「たった1人の常軌を逸した人物により、公私混同、不適切な時期があっただけで、全柔連のガバナンスの問題はほとんど介在せず、順法精神を欠いていたととられる表現は直してほしい」「まるで検事の見立て捜査による取り調べ結果のようなものであり、上村会長をヒールに仕立てようとする巨大な力が、メディアや一部の人を後ろで操っているような感じ」などと主張しており、加えて、JSCやJOCの助成金制度自体の問題点にも言及していた。続いて＜2＞では中間報告書の内容を訂正するようにも要請していた。
これに対して第三者委員会側は「具体的な事実を根拠に誤りを指摘するものではなく、理由なく当委員会の見解を否定するものだ」、「自らの責任を棚上げし、制度運営者に責任を転嫁するかのような態度は、極めて不当」と諭した。
さらにこれらの反論文書が理事会の決議を経ずに提出された点に「現場の意向を聞かず、物事を決める上層部の体質が改善していない如実な証左」と指摘した。
以上を踏まえて、調査に当たった第三者委員会委員長の山内は「全柔連のガバナンス（統治）の大きな問題と見ている。改善する最後のチャンスと思う。真摯に受け止め、適切に対応してほしい」、同じく委員の望月は「世間からどう見られるかわかってないんですかね。そのへんが常識とのズレで、この問題の根っこ」、山口は「あれ（全柔連が提出した文書）を見たとたんこのチームでは無理だとおもいました。価値判断できないということです。あれを公表したことの恥ずかしさ、いま柔道家として歩いているとバカだと思われます」とコメントした。
一方、JSC理事長の河野一郎は「あり得ない（不正）金額との印象。選手へ影響が及ばないように対応したいが、制度自体も正していく必要がある」と語った。
続いてJSCは不正受給された助成金や強化留保金の全額返還を全柔連に求める意向を明らかにした。
24日、臨時理事会が開催されて、第三者委員会から問題にされた不正受給の助成金及び目的外利用の留保金計6055万円を全額JSCに返還することを決めた。
強化留保金制度は取り止めとなった。
助成金を支給される選手と指導者の組み合わせは、強化委員会からの推薦を受けた後に常務委員会の承認を経て決定されることになった。
25日、全柔連は報告書を再提出した。
28日にJSCは第三者委員会によって不正受給を指摘された6055万円全額の返還を全柔連に求める方針を固めた。
JSCを訪ねた上村も全額を返還する意志があることを伝えた。
さらにJSCは1億1千万円程度の規模となる全柔連への団体助成金を減額する可能性があることも示唆した。
JSC側は不正受給金の返還に関しては加算金を求めず、分割での支払いにも応じるとしている。
7月2日には、上村と吉村が東京地検に背任罪で告発された。
告発状を提出したのは民主党の元衆議院議員で、現在は地元の相模原市柔道協会で相談役を務めている本村賢太郎と会社顧問の山田重人で、強化助成金の不正受給及び強化留保金の不正使用で「日本スポーツ振興センターと国に損害を与えた」として、上村と吉村を追及することになった。
本村は「柔道界のイメージは最悪。根源は上村会長と吉村前強化委員長にある。柔道界だけで処理せず、法の裁きを受けてほしい。」と訴えた。
一方、告発された上村は「（告発状が受理された場合）身の潔白を証明したい」と述べた。

## 返還方法の協議
9日には全柔連の臨時理事会が開かれて、6055万円に上る助成金の不正受給及び不正徴収の返還方法について話し合われた。
とりわけ、指導者による不正受給金に関しては、指導者が支払わない場合、不正徴収金の不足分約1000万円を含めた約3500万円を全柔連が全額負担することが提案された。
しかし、税金の優遇を受けている公益財団法人である全柔連の会計から支払われるのはルール違反だとの指摘が公益財団法人の関係官庁関係者から指摘され、また、理事や強化委員会で負担すべきとの意見も出されて、結論は出なかった。
評議員の中で特に首脳陣と対立した了徳寺健二も「善良な柔道家から集められた浄財を1円たりとも使うべきではありません」と強調した。
19日にマスコミのインタビューを受けた上村は、全柔連を機動的な組織に変えようと、今まで休まずに働き続けてきたが自己満足の域を出なかった。未練はあるものの、会長の座に居座るつもりはないし、辞めた後に影響力を持とうとも思っていないと述べた。
続けて、助成金問題に関して、強化留保金は強化委員会内のことで、全柔連とは直接関係ないと認識していたが、それは誤りだった。
助成金受給者に関しては強化委員会が決定していたことで、誰を受給させるか指示していたことはない。第三者委員会の中間報告書に再考を求める要望書を提出したのは、順法精神の欠如と指摘されたことに大いなる違和感を覚えた全柔連事務局員の熱い思いを受け止める形になったまでのことで、第三者委員会に圧力をかける意図があったわけではないと語った。
23日、内閣府の公益認定等委員会が上村を呼び出して、8月末までに組織の改善を講じて責任の所在を明らかにするよう求める、上村に対する事実上の退陣要求とも受け取れる勧告書を手渡した。
勧告書の概要は以下の通り。
一、暴力などの不当行為に依存せずに選手を適正に育成する「技術的能力」の回復と確立

一、必要な費用を適切に計上し、助成金などを受ける場合はコンプライアンス（法令順守）を徹底する「経理的基礎」の回復と確立

一、問題のあった助成金6055万円を速やかに返還し、全柔連に生じた損害について責任者に賠償請求を検討する

一、8月末までに一連の不祥事について責任の所在を明らかにし、適切な措置を講じて体制を再構築する
これを受けて、公益認定等委員会委員長の山下徹と事務局長の高野修一も記者会見で、「全ての問題において、監督や理事ら指導的立場の人が直接関与している。問題は多岐にわたり深刻」「組織として機能していないのは、はっきりしている。同じ運営形態では改善に向けた答えにならない。人心一新も案としてありうる」「信頼回復のため何をすればいいのか、（こちらに）言わせないでほしい」と、全柔連による自己決定能力を発揮しての根本的刷新を求めた。
24日にJSC理事長の河野一郎は全柔連の不祥事を受けて、「ルール違反には厳しいペナルティーが必要かもしれない。選手が活用しやすい制度に変える必要がある」と、制度を改善する意向があることを示した。
また、JSCは全柔連に対する今年度の助成金交付を凍結しているが、課題を解決することが優先であるとして、当面交付を再開しないことになった。
26日には宇野が、上村が30日に臨時評議員会で全柔連会長及び理事の辞任を表明する意向であることを明かすとともに、不正受給した助成金を現体制がきれいな形で返還した上で、新体制に引き継ぐのが最低条件になるとも語った。
8月1日には常務理事会が開かれて、不正受給金の返還に関しては迅速に対応するため、全柔連の予算から立替を行ってJSCに返納すことを決めた。
合わせて強化留保金の残高約2400万円も返還することになった。
また、全柔連は返還後の穴埋めとして、責任の範囲を明確にした上で、第三者委員会からこの問題で最も重い責任があると認定された吉村や、不正受給に直接関与した指導者らに個別の弁済を求めることになるという。
6日には常務理事会が開かれて、6055万円に上る助成金の不正受給に関しては、不正に徴収された留保金の残金約2400万円を返済に振り分けるなどして、全柔連がJSCに一括返還することを決めた。
残る約3600万円は全柔連全体の問題として、上村や吉村をはじめ、受給に問題なしとされた男子代表監督の井上康生をも含めて、全ての理事と歴代強化委員が職責に応じて応分の負担金を全柔連に納める形を取ることになった。
負担の比率が最も大きいのは上村になる見込みだという。
9日にJSCは全柔連に対して、2007年から2012年にかけて全柔連の指導者50名が関わった不正受給及び強化留保金として不正徴収した6055万円に上る助成金の返還命令書を正式に発行した。
返還の期限は29日までで、遅れた場合は延滞金が発生する。
全柔連側は組織全体の責任として返還金の一部を全柔連の会計から割り充てる意向も示していたものの、内閣府はあくまでも不正受給に関係した各指導者から相応の徴収をするようにと厳命した。
14日、臨時理事会が開かれて、不正に徴収された留保金の残金2377万円を返済に振り分けるなどして6055万円に上る不正受給金をJSCに一括返還した上で、残りの約6割を理事会、約4割を強化委員会の寄付でそれぞれ穴埋めすることに決めた。
不足分が生じた場合は理事会が最終責任を持つことになった。
受給資格に問題がなかった指導者をも含めて任意の寄付を募ることになり、山下泰裕や斉藤仁が理事や強化委員に協力を要請して、回収役を受け持っているという。
内閣府からは責任の所在に応じた賠償請求の検討を求められており、「連帯責任」と言う形ではその趣旨にそぐわない可能性も出てきた。
15日にJSCは全柔連が不正受給した助成金6055万円を全額返還しても、凍結されている今年度の団体助成金約1億1千万円の満額解除をすぐには行わないことを明らかにした。
返還の際に全柔連側が提出する再発防止策を検討したうえで、凍結解除を行うか決めることになった。また、来年度以降の助成金に何らかのペナルティーが科される可能性もあるという。
一方、助成金の返還方法もようやく決定したことにより、8月26日に開幕するリオデジャネイロ世界選手権から、4月のアジア選手権以降凍結されていた国立スポーツ科学センター（JISS）による「マルチサポート事業」が復活することになった。
既に栄養士を含めたJISSの担当者が女子コーチの薪谷翠とともにリオデジャネイロに赴き、選手に日本食を提供する拠点を決めるなど食事面のサポートを行うことになった。
監督の南條も「ギリギリでゴーサインが出た。心強い」と安堵感を表明した。
20日には、吉村が助成金の個人負担額について専務理事の小野沢弘史らと協議したものの、負担額を巡って意見の食い違いが生じたという。
21日、臨時理事会が開かれて、全柔連の新会長に宗岡正二（新日鉄住金会長兼最高経営責任者）が選出されるなど、新体制が正式に発足することになった。
不正受給及び不正徴収した助成金約6055万円に関しては、留保金の残金約2400万円をまず返還に充て、さらに今日を以って辞任することになった理事と監事計26名が約1680万円、残りは吉村を始めとした不適切な受給に関わった27名が約2000万円をそれぞれ負担することに決めた。
それでも返還額が満たない場合は理事会が最終的な責任を以って弁済に講じることになった。

## 助成金の返還
26日に全柔連は不正受給及び不正流用した助成金6055万円を全額JSCに返還した。
6055万円のうち、強化留保金2377万円をまず充当して、残りは全柔連が負担した。
全柔連の負担分は、不適切な受給に関わった上村や吉村などの元強化委員長や強化委員に弁済を求める以外にも、元理事や監事にも拠出金を募り、翌年の3月までに完遂する方針だという。
またこの日に全柔連の新会長となった宗岡は、監事を務める公認会計士らによって内部で会計監査が行われてきた年間約12億円に上る全柔連の予算を、今年度以降は監査法人などの外部機関に委託する意向であることを明らかにした。
新体制の監事には今まで会計監査に関わってきた公認会計士の住田笛雄が入っているものの、選定が間に合わなかったので暫定的に名を連ねることになっただけであり、今後は外部の人間が監査を行うことになるという。
ある全柔連幹部は「費用はかかるが、外部の専門家にしっかり調べてもらうことが大事。内部で調べても信頼回復にはつながらない」とした上で、上村が会長を務めていた前体制の帳簿も洗い直す可能性があることを示唆した。
30日に全柔連は、内閣府から求められていた組織刷新に関する報告書を提出して、その中で不正受給した6055万円の助成金を全額JSCに返還したことを報告した。
また、助成金の不正受給といった問題の再発防止のために、助成金担当の職員を1名専属で配置して適正な管理を図ることを明記した。
コンプライアンス（法令順守）を徹底するために、9月にはコンプライアンス担当理事と同委員会を設置する意向であることも示した。
9月25日に内閣府は先月全柔連が提出した報告書を受けて、助成金の返還に関しては勧告の趣旨に沿った対応が図られつつあるとして、公益認定の取り消しには至らないことを明らかにした。
27日にJSCは全柔連に対して、今年度の助成金交付額を当初の申請より約3800万円少ない1億940万円にしたことを公表した。
全柔連によって不正使用された助成金6055万円が全額返還されたことを受けて、保留されていた交付が再開されることになったものの、国内競技会開催事業や海外での国際大会への選手派遣事業に使われる団体助成金に関しては、不正受給への制裁処置として交付されなかった。
なお、不正利用されていた「選手・指導者スポーツ活動助成金」に関しては、現在制度の見直しが進められている関係上、どの競技団体からの申請も受け付けていない。
10月18日にJSCは、全柔連による不正受給問題を受けて見合わせていた選手に対する個人助成の再開を承認した。
その一方で不正の温床となっていた「選手・指導者スポーツ活動助成」の廃止を決定するとともに、選手のみを対象とする「アスリート助成」を新たに設置することになった。
「トップアスリート」に指定された選手は年間240万円を支給される。
一方で、指導者への助成は文部科学省などと協議した上で再開を検討することになった。
この件について全柔連副会長の山下泰裕は「柔道界の不祥事でこういう事態を招いてしまい申し訳ない」と述べた。
2014年3月14日に全柔連は理事会を開いて、2013年度の補正予算案の報告及び承認がなされたものの、1億円を超える赤字決算になる見通しとなった。
暴力指導や助成金不正受給問題が影響して、JOCやJSCからの助成金は5千万円、スポンサー収入は3千万円の減額となった。
また、一連の問題を調査するために立ち上げられた第三者委員会の設置に4千万円が支出された。
なお、例年は1千万から2千万円の黒字が計上されていたという。専務理事の近石康宏は「非常に厳しい。来年度、従来通り黒字に戻したい」と述べた。
19日にJOCは加盟団体審査委員会を開いて、2013年度は停止となった全柔連への交付金を2014年度からは再開する案をまとめて、25日の理事会に提案する運びとなった。
協議の結果、「柔道連盟の組織改革が進んでいる」との認識に達したことによる。
なお、停止前の2012年度は約2500万円が支給されていた。また、3ヶ月ごとに改革の進捗状況を報告する行為は継続されることになった。
27日に全柔連は評議員会を開き、監事の山口香が全日本女子代表コーチ時代にJSCから支給されていた指導者向け助成金を不正受給していたとの告発文に関する協議を行ったが、その件を不問とした昨年の第三者委員会による決定を踏襲することになった。
4月17日にJSCは助成審査委員会を開いて、今年度のスポーツ振興事業の助成金の配分審査を行い、指導者向け助成金の不正受給が発覚したために昨年度は交付しなかった団体助成金を、全柔連に対して再開することを決めた。
選手への負担を配慮して今年度は全柔連から申請のあった全ての項目の助成金1億4270万円を交付することになった。
但し、指導実態がないと判断された指導者への経費助成が申請された場合は認められない。
また、全柔連の不正受給問題が原因で廃止された指導者への助成制度を、今年度に復活させる意向があることも示された。
2014年12月3日に東京地検特捜部は、詐欺容疑で告発されていた上村と吉村を嫌疑不十分で不起訴にすると発表した。
両者は助成金の不正受給やその一部を上納させていた問題により告発されていたが、助成金を詐取する意図があったとまではいえないと特捜部に判断される次第となった。
2015年3月20日に会計検査院の指摘を受けた文部科学省は、JOCに加盟する5つの競技団体が2011年度から2012年度にかけて事実と異なる領収書をもとに不適正な経理処理を施し、選手強化のための補助金を受給していたとして、JOCに利息分を含めた約3400万円の返還を求めた。
このうち、最も不正受給額の多かったのが日本フェンシング協会の約2050万円で、次が日本カヌー連盟の約259万円、全柔連は最も少ない約3万円だった。
その後、JOCは加盟5団体が不適切に受給した補助金約3400万円を立て替えて全額返済した。今後は全柔連を含めた加盟5団体に返済分の請求を行う。
26日に全柔連は評議員会を開き、2014年度の収支決算が前年に比べて回復傾向にあることを明らかにした。
不祥事が相次いたことから大幅な赤字となった2013年度とは打って変わって、収支はほぼ均衡することになるという。